# Windows PowerShell
 Der er for få eller ingen kildehenvisninger i denne artikel, hvilket er et problem. Du kan hjælpe ved at angive troværdige kilder til de påstande, som fremføres i artiklen.

Windows PowerShell er en kommandolinjegrænseflade. WPS understøtter kontroloperander (ex. if-else), bruger-definerede funktioner, variabler, pipelines mm. og er i den forstand et scriptsprog. WPS er en integreret del af Microsofts .NET Framework, og forudinstalleret i Microsoft Windows 7 og 8. Det kan bruges til at automatisere administrative opgaver i Microsoft Windows.
Til at begynde med kunne det kun bruges i Windows og blev kaldt Windows PowerShell. Der kom en open-source og cross-platform version den 18. august 2016, der blot hedder Powershell. Hvor Windows Powershell var baseret på .NET Framework er den nye version baseret på .NET (tidligere kaldet for .NET core).
| Operativsystem | Spire Denne artikel relateret til styresystemer er en spire som bør udbygges. Du er velkommen til at hjælpe Wikipedia ved at udvide den. |